# Celso López Gavela
Celso López Gavela (Ibias, 10 de diciembre de 1925-Ponferrada, 9 de marzo de 2018) fue un político español. 
Licenciado en Derecho y miembro del PSOE, fue senador por designación de las Cortes de Castilla y León en la II y III legislatura y senador electo por la Circunscripción electoral de León en la IV legislatura, procurador de las Cortes de Castilla y León (1983-1989), así como el primer alcalde después de la dictadura en Ponferrada (1979-1995). Fue presidente del Partido Socialista de Castilla y León (1988-1994).
En 2014 tuvo lugar su última aparición pública, cuando un puente de Ponferrada fue bautizado con su nombre, en un acto de homenaje impulsado por el Ayuntamiento de Ponferrada, gobernado por Samuel Folgueral.
Tras un empeoramiento de su estado, falleció en su casa de Ponferrada, como era su deseo.